# Klaus Heinzel
Klaus Heinzel (* 31. März 1941) ist ein ehemaliger deutscher Fußballtorwart, der in den 1960er Jahren für Motor Steinach und den SC Motor / FC Carl Zeiss Jena in der DDR-Oberliga, der höchsten Spielklasse im DDR-Fußball, im Tor stand.

## Sportliche Laufbahn
Über die Stationen Oberligareserve Motor Zwickau und die Betriebssportgemeinschaft (BSG) Aktivist „Martin Hoop“ in Mülsen (5. Liga) kam der 21-jährige Torwart Klaus Heinzel zu Beginn der Saison 1962/63 zum Aufsteiger in die zweitklassige I. DDR-Liga BSG Aktivist „Karl Marx“ Zwickau. Von den 26 Ligaspielen bestritt er 21 Partien und wechselte danach zum Oberligaaufsteiger Motor Steinach.
Nachdem dort in der Vorsaison mit vier Torhütern experimentiert worden war, übernahm Heinzel in der Spielzeit 1963/64 mit 19 Einsätzen bei 26 Oberligaspielen die Position des Stammtorwarts. Im Juni 1964 bestritt er ein Länderspiel mit der DDR-Nachwuchsnationalmannschaft. Danach verließ Heinzel Steinach und schloss sich dem DDR-Meister von 1963 SC Motor Jena an. Dort war er von der Saison 1964/65 an als Vertreter für den langzeitverletzten Stammtorwart Harald Fritzsche vorgesehen. Heinzel vertrat ihn in sechs Oberligaspielen der Hinrunde und in acht Oberligabegegnungen in der Rückrunde. Auch 1965/66 war Heinzel Nummer zwei hinter Fritzsche, den er vom 18. Spieltag an in den restlichen neun Oberligaspielen ersetzte. Zu dieser Zeit war die BSG Motor bereits in den FC Carl Zeiss Jena umgewandelt worden.
Zur Saison 1966/67 verpflichtete der FC Carl Zeiss mit dem Nationalmannschafts-Torwart Wolfgang Blochwitz eine neue Nummer eins für das Tor. Daraufhin verließ Heinzel den FC in Richtung BSG Motor WEMA Plauen, die in der DDR-Liga spielte, er kam dort aber in keinem Ligaspiel zum Einsatz. So nahm Heinzel einen erneuten Wechsel vor und schloss sich dem DDR-Ligisten BSG Wismut Gera an.
Zu Beginn der Saison 1967/68 verletzte er sich noch vor dem 1. Spieltag so schwer, dass er erst in der Rückrunde eingesetzt werden konnte und so in dieser Spielzeit nur auf 13 Ligaeinsätze kam. In den folgenden drei Spielzeiten war Heinzel unangefochten Stammtorwart bei der BSG Wismut. In dieser Zeit wurden in der DDR-Liga jeweils 30 Punktspiele ausgetragen, von denen Heinzel nur 1968/69 eine Partie versäumte. In der Saison 1971/72 wurden nach einer Ligaumstellung nur 22 Punktspiele ausgetragen, von denen Heinzel 14 Begegnungen bestritt. Mit Peter Winkler hatte sich ein Konkurrent für die Torwartposition gefunden, der den inzwischen 31-jährigen Heinzel ab 1972/73 verdrängte. Heinzel kam in dieser Saison nur noch zu einem Ligaeinsatz, fehlte 1973/74 bei allen Punktspielen und bestritt nur eine Partie in der Oberliga-Aufstiegsrunde, die Wismut Gera dank des Staffelsieges erreicht hatte. Mit Platz fünf wurde aber der Aufstieg verpasste. In seiner letzten DDR-Liga-Saison 1974/75 wurde Heinzel noch einmal in sieben Ligaspielen eingesetzt und erreichte mit der Mannschaft wieder die Aufstiegsrunde. Dort wurde Heinzel in sieben der acht Spiele eingesetzt, ein dritter Platz reichte aber erneut nicht für den Aufstieg. Anschließend beendete Klaus Heinzel seine Laufbahn als Leistungssportler. Er konnte auf 42 Oberligaeinsätze und auf 145 DDR-Liga-Spiele zurückblicken.